# Ariégeois (paard)
De ariégeois (uitgesproken als 'ari-jeezwáh'), beter bekend als de mérens ('meeráh'), is een paardenras uit de bergen, dat bekend is als stevig en winterbestendig. De pony is afkomstig uit de Pyreneeën en Ariégeoisbergen in  Zuid-Frankrijk en Spanje, waar de Ariègerivier stroomt.

## Eigenschappen
Deze pony is vergelijkbaar met de Engelse rassen fell- en dalespony en is altijd zwart. Witte markeringen zijn zeldzaam, hoewel er soms witte vlekken aanwezig zijn op de flanken. De ariégeois is 135-146 cm hoog en weegt 350-500 kilo. De pony is qua bouw zeer stevig. Het ras heeft een stevig hoofd, een sterke, korte nek, een lange, brede en vlakke rug, een stevige schouder en een goed afgeronde achterhand. Het ras kan goed tegen kou, regen en wind. De ariégeois is niet gebouwd als sportpony, maar sommigen kunnen er goed in zijn.

## Geschiedenis
De ariégeois stamt wellicht van buiten Europa, hij heeft waarschijnlijk een Arabische bloedlijn. Het ras is inheems in de Ariège-Pyreneeën, en de naam Mérens is die van een dorp hoog in de bergen bij Andorra. Prehistorische grotschilderingen in het nabijgelegen Niaux zijn opvallend vergelijkbaar met de ariégeois. Het ras werd lang gebruikt door boeren en soldaten in de middeleeuwen en later door Napoleon tijdens zijn veldtocht naar Rusland.
In het verleden werden ariégeoispony's gebruikt om hout en mineralen te vervoeren in het zuidwesten van Frankrijk, en tegenwoordig worden ze gebruikt voor trektochten in bergachtige gebieden. Ze zijn ook populair bij de huidige boeren van het departement Ariège vanwege hun weerstand tegen ziekten.

## Afbeeldingen

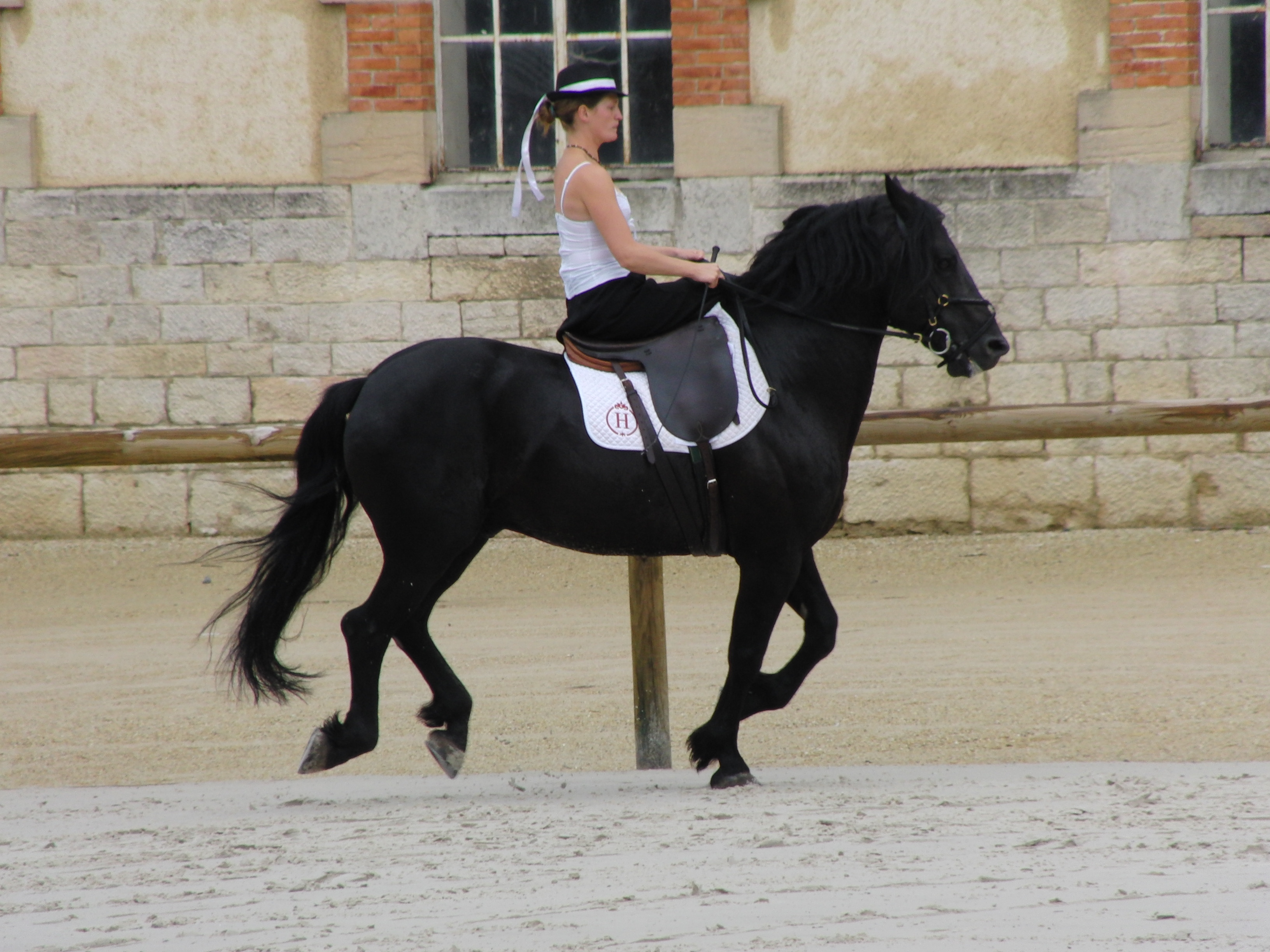
Onder het zadel
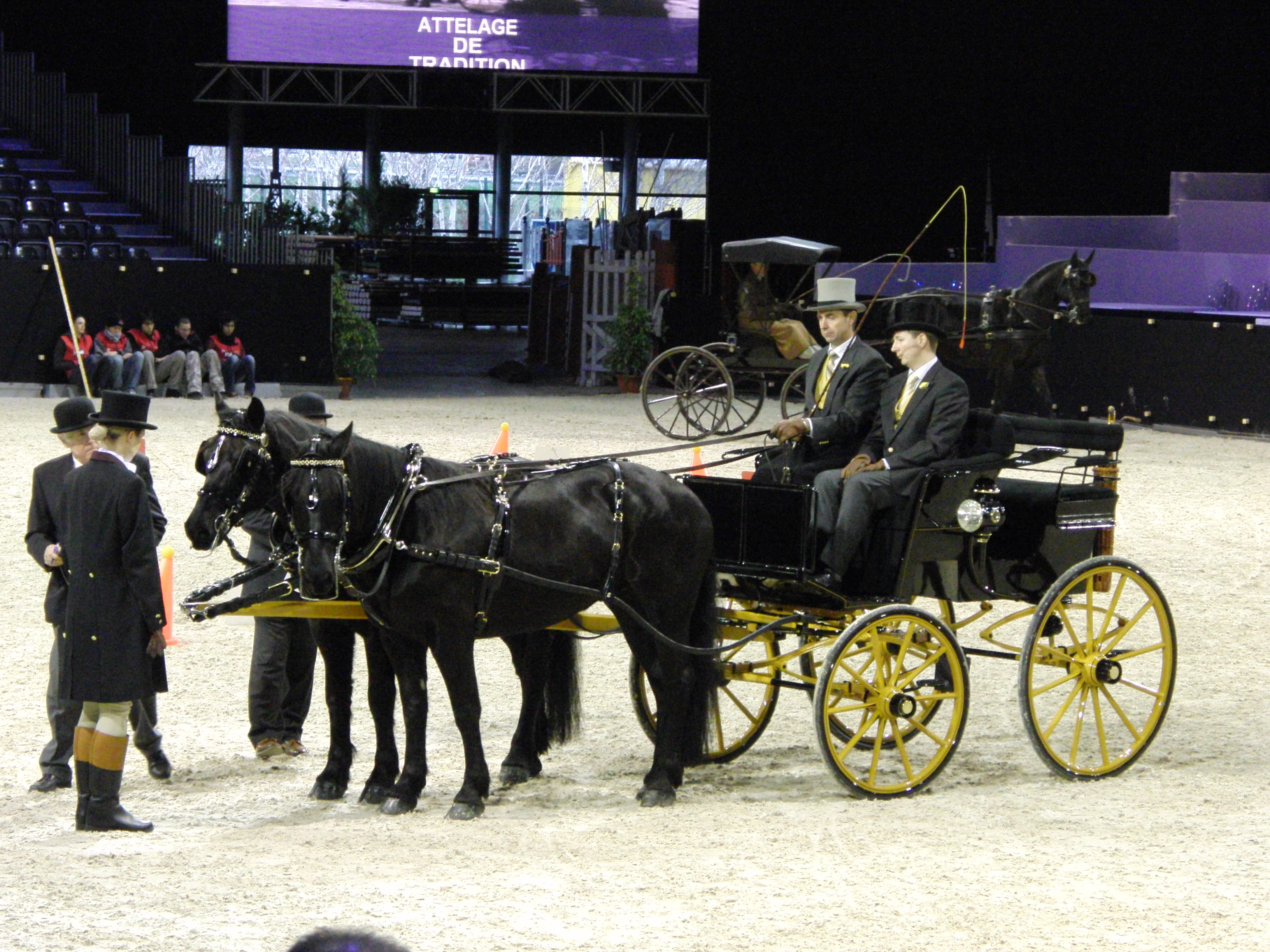
Voor de koets
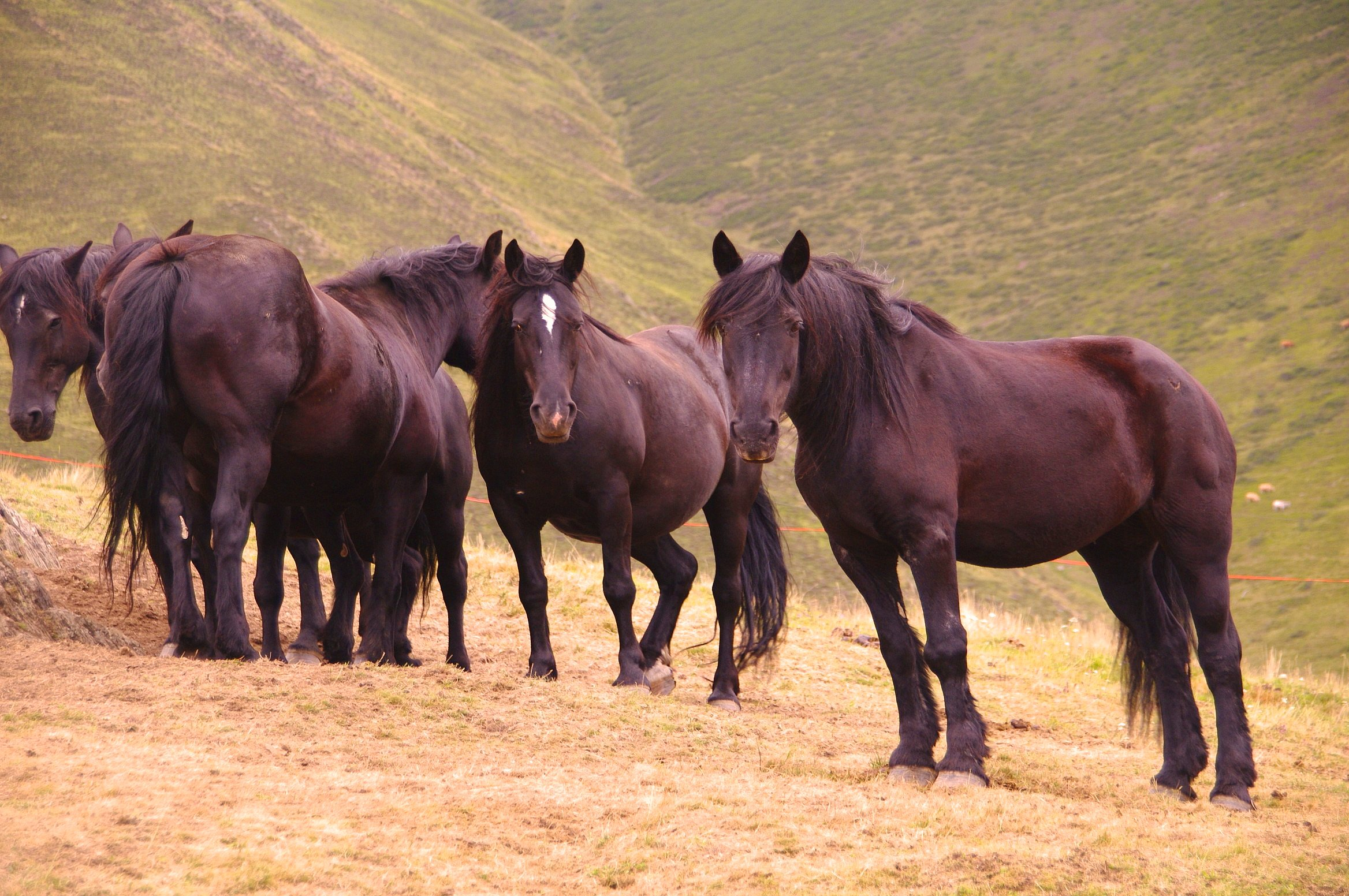
Op een bergweide